# Autosan A844MN
L'Autosan A844MN est un autobus urbain prototype, le premier à plancher surbaissé fabriqué par le constructeur polonais Autosan en 2001.
C'est le projet du premier autobus urbain à plancher bas présenté par le constructeur polonais. Par rapport aux véhicules existants en Pologne, la hauteur du plancher de ce modèle était abaissée de 20 mm sur la porte avant. Il incluait aussi un kneeling de 70 mm.

## Histoire
Ce prototype a été construit sur la base du châssis en treillis "Csepel 844.50" d'origine hongroise, d'où la désignation A844MN. Les faces avant et arrière, en matériaux composites, reprennent l'esthétique du midibus Autosan A1010M de 1995. Le toit et les flancs sont en aluminium. Le véhicule peut transporter 100 passagers, dont 27 assis. 
L'Autosan A844MN était équipé d'un moteur diesel Euro 2, MAN D0826 LOH18, 6 cylindres de 6,87 litres développant une puissance maximale de 191 kW / 260 ch DIN couplé à une boîte de vitesses automatique à 5 rapports ZF 5HP500 avec ralentisseur. L'essieu avant et l'essieu arrière moteur sont fabriqués par la société hongroise Rába. La suspension était entièrement pneumatique. Les freins sont à disque sur l'essieu avant et à tambour avec ABS sur l'essieu arrière. 
La production en série de l'A844MN n’a jamais été engagée en raison de la concurrence qu'aurait exercé ce modèle sur le Jelcz M125M Vecto produit par l'autre constructeur du même groupe "Polsky Autobusy".
Ce prototype a été cédé le 6 janvier 2004 à la société de transport MPK Rzeszów qui l'a utilisé jusqu'en juillet 2017. 